# Basquetebol nos Jogos Olímpicos de Verão de 2020 - Feminino
O torneio feminino de basquetebol nos Jogos Olímpicos de Verão de 2020 foi a 12ª edição do evento nos Jogos Olímpicos. Realizado entre os dias de 26 de julho e 8 de agosto de 2021, todos os jogos foram disputados na Saitama Super Arena, em Saitama, Japão.
Originalmente programado para ser realizado em 2020, em 24 de março de 2020 as Olimpíadas foram adiadas para 2021 devido à pandemia de COVID-19. Ainda por conta da pandemia, as partidas foram realizadas com os portões fechados.

## Medalhistas
|  | USA Estados Unidos |  | JPN Japão |  | FRA França |
|  | Ariel Atkins Sue Bird Tina Charles Napheesa Collier Skylar Diggins-Smith Sylvia Fowles Chelsea Gray Brittney Griner Jewell Loyd Breanna Stewart Diana Taurasi A'ja Wilson |  | Himawari Akaho Saki Hayashi Rui Machida Evelyn Mawuli Saori Miyazaki Yuki Miyazawa Naho Miyoshi Nako Motohashi Moeko Nagaoka Monica Okoye Maki Takada Nanaka Todo |  | Alexia Chartereau Héléna Ciak Alix Duchet Marine Fauthoux Sandrine Gruda Marine Johannès Sarah Michel Endéné Miyem Iliana Rupert Diandra Tchatchouang Valériane Vukosavljević Gabby Williams |

## Calendário
| G | Fase de grupos | QF | Quartas de final | SF | Semifinais | B | Disputa pelo bronze | F | Final |

| DataEvento       | Sáb 24 | Dom 25 | Seg 26 | Ter 27 | Ter 27 | Qua 28 | Qua 28 | Qua 28 | Qui 29 | Sex 30 | Sáb 31 | Dom 1 | Seg 2 | Ter 3 | Qua 4 | Qui 5 | Sex 6 | Sáb 7 | Sáb 7 | Dom 8 |
| ---------------- | ------ | ------ | ------ | ------ | ------ | ------ | ------ | ------ | ------ | ------ | ------ | ----- | ----- | ----- | ----- | ----- | ----- | ----- | ----- | ----- |
| Torneio feminino |        |        | G      | G      | G      |        |        |        | G      | G      |        | G     | G     |       | QF    |       | SF    | B     | B     | F     |

## Qualificação
| Método                       | Data                          | Local    | Vagas | Classificado   |
| ---------------------------- | ----------------------------- | -------- | ----- | -------------- |
| País sede                    | —                             | —        | 1     | Japão          |
| Copa do Mundo de 2018        | 25 de setembro – 5 de outubro | Espanha  | 1     | Estados Unidos |
| Pré-Olímpico Mundial de 2020 | 6–9 de fevereiro              | Ostend   | 2     | Canadá         |
| Pré-Olímpico Mundial de 2020 | 6–9 de fevereiro              | Ostend   | 2     | Bélgica        |
| Pré-Olímpico Mundial de 2020 | 6–9 de fevereiro              | Bourges  | 3     | França         |
| Pré-Olímpico Mundial de 2020 | 6–9 de fevereiro              | Bourges  | 3     | Porto Rico     |
| Pré-Olímpico Mundial de 2020 | 6–9 de fevereiro              | Bourges  | 3     | Austrália      |
| Pré-Olímpico Mundial de 2020 | 6–9 de fevereiro              | Belgrado | 2     | Nigéria        |
| Pré-Olímpico Mundial de 2020 | 6–9 de fevereiro              | Belgrado | 2     | Sérvia         |
| Pré-Olímpico Mundial de 2020 | 6–9 de fevereiro              | Belgrado | 3     | China          |
| Pré-Olímpico Mundial de 2020 | 6–9 de fevereiro              | Belgrado | 3     | Coreia do Sul  |
| Pré-Olímpico Mundial de 2020 | 6–9 de fevereiro              | Belgrado | 3     | Espanha        |

## Formato
As doze equipes participantes foram divididas em três grupos de quatro equipes. As duas primeiras colocadas avançam para as quartas de final, assim como as duas melhores terceiros colocadas. Após a fase preliminar, as equipes classificadas foram agrupadas de acordo com seus resultados (as quatro melhores e as quatro piores) e um sorteio determinou os confrontos das quartas de final. A partir daí, foi seguido o sistema eliminatório até a definição das medalhas.

## Sorteio
O sorteio foi realizado em 2 de fevereiro de 2021.
Potes
| Pote 1                               | Pote 2                    | Pote 3                 | Pote 4                               |
| ------------------------------------ | ------------------------- | ---------------------- | ------------------------------------ |
| Estados Unidos · Austrália · Espanha | Canadá · França · Bélgica | Sérvia · China · Japão | Nigéria · Coreia do Sul · Porto Rico |

## Árbitros
Os seguintes árbitros foram selecionados para o torneio.
- ARG Juan Fernández
- ARG Leandro Lezcano
- AUS Scott Beker
- AUS James Boyer
- BIH Ademir Zurapović
- BRA Guilherme Locatelli
- BRA Andreia Silva
- CAN Matthew Kallio
- CAN Maripier Malo
- CAN Michael Weiland
- DEN Maj Forsberg
- ESP Luis Castillo
- ESP Antonio Conde
- FRA Yohan Rosso
- IRQ Ahmed Al-Shuwaili
- ITA Manuel Mazzoni
- JPN Takaki Kato
- KAZ Yevgeniy Mikheyev
- LAT Mārtiņš Kozlovskis
- LBN Rabah Moujaim
- MAR Samir Abaakil
- NGR Kingsley Ojeaburu
- NOR Gizella Györgyi
- PHI Ferdinand Pascual
- POL Piotr Pastusiak
- PUR Luis Vázquez
- SRB Alexander Glišić
- TPE Yu Jung
- TUR Yener Yılmaz
- USA Amy Bonner
- USA Steven Anderson

## Fase de grupos
Na primeira fase as seleções foram divididas em três grupos de quatro equipes, disputados em formato todos-contra-todos. Os dois primeiros de cada grupo e e os dois melhores terceiros colocados se classificam às quartas de final.
Todas as partidas seguem o fuso horário local (UTC+9).
|  | Equipes classificadas às quartas de final              |
|  | Equipes classificadas como melhores terceiro colocadas |

### Grupo A
| Pos. | Seleção       | Pts | J | V | D | PM  | PS  | Dif |
| ---- | ------------- | --- | - | - | - | --- | --- | --- |
| 1    | Espanha       | 6   | 3 | 3 | 0 | 234 | 205 | +29 |
| 2    | Sérvia        | 5   | 3 | 2 | 1 | 207 | 214 | –7  |
| 3    | Canadá        | 4   | 3 | 1 | 2 | 208 | 201 | +7  |
| 4    | Coreia do Sul | 3   | 3 | 0 | 3 | 183 | 212 | –29 |

Critérios de desempate: 1) Pontos; 2) Confronto direto; 3) Diferença de pontos; 4) Pontos marcados.
| 26 de julho de 2021 10:00 | Relatório | Coreia do Sul                                    | 69–73 | Espanha                                   |  | Saitama Super Arena, Saitama Árbitros: PHI Ferdinand Pascual BRA Andreia Silva NGR Kingsley Ojeaburu |  |
| 26 de julho de 2021 10:00 | Relatório | Placar por quarto: 15–16, 20–17, 18–21, 16–19    |       |                                           |  | Saitama Super Arena, Saitama Árbitros: PHI Ferdinand Pascual BRA Andreia Silva NGR Kingsley Ojeaburu |  |
| 26 de julho de 2021 10:00 | Relatório | Pts: Kang 26 Rbts: Park Ji-s. 10 Asts: Park H. 5 |       | Pts: Ndour 28 Rbts: Gil 14 Asts: Ouviña 8 |  | Saitama Super Arena, Saitama Árbitros: PHI Ferdinand Pascual BRA Andreia Silva NGR Kingsley Ojeaburu |  |

| 26 de julho de 2021 17:20 | Relatório | Sérvia                                                    | 72–68 | Canadá                                       |  | Saitama Super Arena, Saitama Árbitros: USA Amy Bonner ARG Leandro Lezcano DEN Maj Forsberg |  |
| 26 de julho de 2021 17:20 | Relatório | Placar por quarto: 16–13, 20–15, 9–17, 27–23              |       |                                              |  | Saitama Super Arena, Saitama Árbitros: USA Amy Bonner ARG Leandro Lezcano DEN Maj Forsberg |  |
| 26 de julho de 2021 17:20 | Relatório | Pts: Vasić 16 Rbts: Dabović 6 Asts: Crvendakić, Dabović 5 |       | Pts: Fields 19 Rbts: Nurse 6 Asts: Achonwa 5 |  | Saitama Super Arena, Saitama Árbitros: USA Amy Bonner ARG Leandro Lezcano DEN Maj Forsberg |  |

| 29 de julho de 2021 10:00 | Relatório | Canadá                                            | 74–53 | Coreia do Sul                                                 |  | Saitama Super Arena, Saitama Árbitros: USA Amy Bonner AUS James Boyer NOR Gizella Györgyi |  |
| 29 de julho de 2021 10:00 | Relatório | Placar por quarto: 16–15, 17–13, 16–11, 25–14     |       |                                                               |  | Saitama Super Arena, Saitama Árbitros: USA Amy Bonner AUS James Boyer NOR Gizella Györgyi |  |
| 29 de julho de 2021 10:00 | Relatório | Pts: Carleton 18 Rbts: Achonwa 10 Asts: Achonwa 5 |       | Pts: Park Ji-s. 15 Rbts: Park Ji-s. 11 Asts: três jogadoras 3 |  | Saitama Super Arena, Saitama Árbitros: USA Amy Bonner AUS James Boyer NOR Gizella Györgyi |  |

| 29 de julho de 2021 17:20 | Relatório | Espanha                                       | 85–70 | Sérvia                                                 |  | Saitama Super Arena, Saitama Árbitros: FRA Yohan Rosso DEN Maj Forsberg BRA Andreia Silva |  |
| 29 de julho de 2021 17:20 | Relatório | Placar por quarto: 19–20, 22–24, 18–14, 26–12 |       |                                                        |  | Saitama Super Arena, Saitama Árbitros: FRA Yohan Rosso DEN Maj Forsberg BRA Andreia Silva |  |
| 29 de julho de 2021 17:20 | Relatório | Pts: Ndour 20 Rbts: Ndour 9 Asts: Ouviña 8    |       | Pts: Brooks 16 Rbts: Anderson 8 Asts: três jogadoras 4 |  | Saitama Super Arena, Saitama Árbitros: FRA Yohan Rosso DEN Maj Forsberg BRA Andreia Silva |  |

| 1 de agosto de 2021 10:00 | Relatório | Canadá                                                  | 66–76 | Espanha                                     |  | Saitama Super Arena, Saitama Árbitros: TPE Yu Jung ARG Leandro Lezcano KAZ Yevgeniy Mikheyev |  |
| 1 de agosto de 2021 10:00 | Relatório | Placar por quarto: 13–23, 21–17, 13–20, 19–16           |       |                                             |  | Saitama Super Arena, Saitama Árbitros: TPE Yu Jung ARG Leandro Lezcano KAZ Yevgeniy Mikheyev |  |
| 1 de agosto de 2021 10:00 | Relatório | Pts: Nurse 14 Rbts: quatro jogadoras 6 Asts: Carleton 4 |       | Pts: Ndour 20 Rbts: Ndour 11 Asts: Ouviña 7 |  | Saitama Super Arena, Saitama Árbitros: TPE Yu Jung ARG Leandro Lezcano KAZ Yevgeniy Mikheyev |  |

| 1 de agosto de 2021 21:00 | Relatório | Coreia do Sul                                                         | 61–65 | Sérvia                                                   |  | Saitama Super Arena, Saitama Árbitros: PHI Ferdinand Pascual USA Amy Bonner BRA Andreia Silva |  |
| 1 de agosto de 2021 21:00 | Relatório | Placar por quarto: 10–17, 14–15, 20–18, 17–15                         |       |                                                          |  | Saitama Super Arena, Saitama Árbitros: PHI Ferdinand Pascual USA Amy Bonner BRA Andreia Silva |  |
| 1 de agosto de 2021 21:00 | Relatório | Pts: Park Ji-h. 17 Rbts: Park Ji-s. 11 Asts: Park Ji-h., Park Ji-s. 5 |       | Pts: Crvendakić 15 Rbts: Vasić 10 Asts: três jogadoras 4 |  | Saitama Super Arena, Saitama Árbitros: PHI Ferdinand Pascual USA Amy Bonner BRA Andreia Silva |  |

### Grupo B
| Pos. | Seleção        | Pts | J | V | D | PM  | PS  | Dif |
| ---- | -------------- | --- | - | - | - | --- | --- | --- |
| 1    | Estados Unidos | 6   | 3 | 3 | 0 | 260 | 223 | +37 |
| 2    | Japão          | 5   | 3 | 2 | 1 | 245 | 239 | +6  |
| 3    | França         | 4   | 3 | 1 | 2 | 239 | 229 | +10 |
| 4    | Nigéria        | 3   | 3 | 0 | 3 | 217 | 270 | –53 |

Critérios de desempate: 1) Pontos; 2) Confronto direto; 3) Diferença de pontos; 4) Pontos marcados.
| 27 de julho de 2021 10:00 | Relatório | Japão                                          | 74–70 | França                                       |  | Saitama Super Arena, Saitama Árbitros: CAN Maripier Malo AUS James Boyer KAZ Yevgeniy Mikheyev |  |
| 27 de julho de 2021 10:00 | Relatório | Placar por quarto: 13–17, 21–19, 18–13, 22–21  |       |                                              |  | Saitama Super Arena, Saitama Árbitros: CAN Maripier Malo AUS James Boyer KAZ Yevgeniy Mikheyev |  |
| 27 de julho de 2021 10:00 | Relatório | Pts: Hayashi 12 Rbts: Akaho 9 Asts: Machida 11 |       | Pts: Gruda 18 Rbts: Gruda 9 Asts: Johannès 4 |  | Saitama Super Arena, Saitama Árbitros: CAN Maripier Malo AUS James Boyer KAZ Yevgeniy Mikheyev |  |

| 27 de julho de 2021 13:40 | Relatório | Nigéria                                                 | 72–81 | Estados Unidos                               |  | Saitama Super Arena, Saitama Árbitros: TPE Yu Jung AUS Scott Beker NOR Gizella Györgyi |  |
| 27 de julho de 2021 13:40 | Relatório | Placar por quarto: 20–17, 12–27, 18–26, 22–11           |       |                                              |  | Saitama Super Arena, Saitama Árbitros: TPE Yu Jung AUS Scott Beker NOR Gizella Györgyi |  |
| 27 de julho de 2021 13:40 | Relatório | Pts: Kalu 16 Rbts: Kunaiyi-Akpannah 9 Asts: Amukamara 4 |       | Pts: Wilson 19 Rbts: Wilson 13 Asts: Bird 13 |  | Saitama Super Arena, Saitama Árbitros: TPE Yu Jung AUS Scott Beker NOR Gizella Györgyi |  |

| 30 de julho de 2021 13:40 | Boxscore | Estados Unidos                                        | 86–69 | Japão                                         |  | Saitama Super Arena, Saitama Árbitros: TUR Yener Yılmaz KAZ Yevgeniy Mikheyev NOR Gizella Györgyi |  |
| 30 de julho de 2021 13:40 | Boxscore | Placar por quarto: 28–30, 21–10, 16–13, 21–16         |       |                                               |  | Saitama Super Arena, Saitama Árbitros: TUR Yener Yılmaz KAZ Yevgeniy Mikheyev NOR Gizella Györgyi |  |
| 30 de julho de 2021 13:40 | Boxscore | Pts: Wilson 20 Rbts: Stewart 13 Asts: Bird, Stewart 6 |       | Pts: Takada 15 Rbts: Akaho 8 Asts: Machida 11 |  | Saitama Super Arena, Saitama Árbitros: TUR Yener Yılmaz KAZ Yevgeniy Mikheyev NOR Gizella Györgyi |  |

| 30 de julho de 2021 17:20 | Relatório | França                                               | 87–62 | Nigéria                                                          |  | Saitama Super Arena, Saitama Árbitros: AUS Scott Beker ESP Luis Castillo MAR Samir Abaakil |  |
| 30 de julho de 2021 17:20 | Relatório | Placar por quarto: 18–12, 26–15, 23–15, 20–20        |       |                                                                  |  | Saitama Super Arena, Saitama Árbitros: AUS Scott Beker ESP Luis Castillo MAR Samir Abaakil |  |
| 30 de julho de 2021 17:20 | Relatório | Pts: Gruda 14 Rbts: Gruda, Williams 9 Asts: Duchet 5 |       | Pts: Amukamara 11 Rbts: três jogadoras 4 Asts: Amukamara, Kalu 3 |  | Saitama Super Arena, Saitama Árbitros: AUS Scott Beker ESP Luis Castillo MAR Samir Abaakil |  |

| 2 de agosto de 2021 10:00 | Relatório | Nigéria                                                 | 83–102 | Japão                                          |  | Saitama Super Arena, Saitama Árbitros: ARG Juan Fernández BRA Andreia Silva KAZ Yevgeniy Mikheyev |  |
| 2 de agosto de 2021 10:00 | Relatório | Placar por quarto: 22–30, 16–21, 19–33, 26–18           |        |                                                |  | Saitama Super Arena, Saitama Árbitros: ARG Juan Fernández BRA Andreia Silva KAZ Yevgeniy Mikheyev |  |
| 2 de agosto de 2021 10:00 | Relatório | Pts: Macaulay 18 Rbts: Chidom, Elonu 7 Asts: Nyingifa 8 |        | Pts: Hayashi 23 Rbts: Akaho 7 Asts: Machida 15 |  | Saitama Super Arena, Saitama Árbitros: ARG Juan Fernández BRA Andreia Silva KAZ Yevgeniy Mikheyev |  |

| 2 de agosto de 2021 13:40 | Relatório | França                                        | 82–93 | Estados Unidos                                      |  | Saitama Super Arena, Saitama Árbitros: ITA Manuel Mazzoni PHI Ferdinand Pascual LBN Rabah Noujaim |  |
| 2 de agosto de 2021 13:40 | Relatório | Placar por quarto: 22–19, 22–31, 23–21, 15–22 |       |                                                     |  | Saitama Super Arena, Saitama Árbitros: ITA Manuel Mazzoni PHI Ferdinand Pascual LBN Rabah Noujaim |  |
| 2 de agosto de 2021 13:40 | Relatório | Pts: Miyem 15 Rbts: Gruda 6 Asts: Johannès 7  |       | Pts: Wilson 22 Rbts: Stewart, Wilson 7 Asts: Loyd 8 |  | Saitama Super Arena, Saitama Árbitros: ITA Manuel Mazzoni PHI Ferdinand Pascual LBN Rabah Noujaim |  |

### Grupo C
| Pos. | Seleção    | Pts | J | V | D | PM  | PS  | Dif  |
| ---- | ---------- | --- | - | - | - | --- | --- | ---- |
| 1    | China      | 6   | 3 | 3 | 0 | 247 | 191 | +56  |
| 2    | Bélgica    | 5   | 3 | 2 | 1 | 234 | 196 | +38  |
| 3    | Austrália  | 4   | 3 | 1 | 2 | 240 | 230 | +10  |
| 4    | Porto Rico | 3   | 3 | 0 | 3 | 176 | 280 | -104 |

Critérios de desempate: 1) Pontos; 2) Confronto direto; 3) Diferença de pontos; 4) Pontos marcados.
| 27 de julho de 2021 17:20 | Relatório | Austrália                                         | 70–85 | Bélgica                                               |  | Saitama Super Arena, Saitama Árbitros: ARG Juan Fernández USA Amy Bonner TUR Yener Yılmaz |  |
| 27 de julho de 2021 17:20 | Relatório | Placar por quarto: 17–21, 24–16, 16–19, 13–29     |       |                                                       |  | Saitama Super Arena, Saitama Árbitros: ARG Juan Fernández USA Amy Bonner TUR Yener Yılmaz |  |
| 27 de julho de 2021 17:20 | Relatório | Pts: Magbegor 20 Rbts: George 10 Asts: Mitchell 7 |       | Pts: Meesseman 32 Rbts: Meesseman 9 Asts: Allemand 11 |  | Saitama Super Arena, Saitama Árbitros: ARG Juan Fernández USA Amy Bonner TUR Yener Yılmaz |  |

| 27 de julho de 2021 21:00 | Relatório | Porto Rico                                       | 55–97 | China                                      |  | Saitama Super Arena, Saitama Árbitros: JPN Takaki Kato DEN Maj Forsberg MAR Samir Abaakil |  |
| 27 de julho de 2021 21:00 | Relatório | Placar por quarto: 17–32, 9–21, 13–18, 16–26     |       |                                            |  | Saitama Super Arena, Saitama Árbitros: JPN Takaki Kato DEN Maj Forsberg MAR Samir Abaakil |  |
| 27 de julho de 2021 21:00 | Relatório | Pts: Rosado 14 Rbts: Quiñones 5 Asts: Gwathmey 4 |       | Pts: Li Yue. 21 Rbts: Han 14 Asts: Huang 7 |  | Saitama Super Arena, Saitama Árbitros: JPN Takaki Kato DEN Maj Forsberg MAR Samir Abaakil |  |

| 30 de julho de 2021 10:00 | Relatório | Bélgica                                               | 87–52 | Porto Rico                                                 |  | Saitama Super Arena, Saitama Árbitros: CAN Maripier Malo TPE Yu Jung NGR Kingsley Ojeaburu |  |
| 30 de julho de 2021 10:00 | Relatório | Placar por quarto: 23–16, 20–8, 17–13, 27–15          |       |                                                            |  | Saitama Super Arena, Saitama Árbitros: CAN Maripier Malo TPE Yu Jung NGR Kingsley Ojeaburu |  |
| 30 de julho de 2021 10:00 | Relatório | Pts: Meesseman 26 Rbts: Meesseman 15 Asts: Allemand 7 |       | Pts: Gwathmey 20 Rbts: Gwathmey, Meléndez 5 Asts: Rosado 5 |  | Saitama Super Arena, Saitama Árbitros: CAN Maripier Malo TPE Yu Jung NGR Kingsley Ojeaburu |  |

| 30 de julho de 2021 21:00 | Relatório | China                                        | 76–74 | Austrália                                      |  | Saitama Super Arena, Saitama Árbitros: CAN Matthew Kallio DEN Maj Forsberg IRQ Ahmed Al-Shuwaili |  |
| 30 de julho de 2021 21:00 | Relatório | Placar por quarto: 27–19, 11–19, 17–9, 21–27 |       |                                                |  | Saitama Super Arena, Saitama Árbitros: CAN Matthew Kallio DEN Maj Forsberg IRQ Ahmed Al-Shuwaili |  |
| 30 de julho de 2021 21:00 | Relatório | Pts: Wang 20 Rbts: Shao 8 Asts: Li M. 7      |       | Pts: Magbegor 15 Rbts: George 5 Asts: Ebzery 4 |  | Saitama Super Arena, Saitama Árbitros: CAN Matthew Kallio DEN Maj Forsberg IRQ Ahmed Al-Shuwaili |  |

| 2 de agosto de 2021 17:20 | Relatório | China                                         | 74–62 | Bélgica                                              |  | Saitama Super Arena, Saitama Árbitros: ARG Leandro Lezcano TUR Yener Yılmaz DEN Maj Forsberg |  |
| 2 de agosto de 2021 17:20 | Relatório | Placar por quarto: 17–21, 21–16, 21–15, 15–10 |       |                                                      |  | Saitama Super Arena, Saitama Árbitros: ARG Leandro Lezcano TUR Yener Yılmaz DEN Maj Forsberg |  |
| 2 de agosto de 2021 17:20 | Relatório | Pts: Li Yue. 14 Rbts: Li Yue. 8 Asts: Wang 8  |       | Pts: Meesseman 24 Rbts: Meesseman 7 Asts: Mestdagh 5 |  | Saitama Super Arena, Saitama Árbitros: ARG Leandro Lezcano TUR Yener Yılmaz DEN Maj Forsberg |  |

| 2 de agosto de 2021 21:00 | Relatório | Austrália                                    | 96–69 | Porto Rico                                                         |  | Saitama Super Arena, Saitama Árbitros: SRB Alexander Glišić MAR Samir Abaakil NOR Gizella Györgyi |  |
| 2 de agosto de 2021 21:00 | Relatório | Placar por quarto: 22–24, 23–20, 23–8, 28–17 |       |                                                                    |  | Saitama Super Arena, Saitama Árbitros: SRB Alexander Glišić MAR Samir Abaakil NOR Gizella Györgyi |  |
| 2 de agosto de 2021 21:00 | Relatório | Pts: Tolo 26 Rbts: Tolo 17 Asts: Mitchell 6  |       | Pts: Gwathmey 26 Rbts: Gibson, Gwathmey 6 Asts: Meléndez, Rosado 3 |  | Saitama Super Arena, Saitama Árbitros: SRB Alexander Glišić MAR Samir Abaakil NOR Gizella Györgyi |  |

### Melhores terceiros colocados
| Pos. | Seleção   | Pts | J | V | D | PM  | PS  | Dif |
| ---- | --------- | --- | - | - | - | --- | --- | --- |
| 1    | Austrália | 4   | 3 | 1 | 2 | 240 | 230 | +10 |
| 2    | França    | 4   | 3 | 1 | 2 | 239 | 229 | +10 |
| 3    | Canadá    | 4   | 3 | 1 | 2 | 208 | 201 | +7  |

Critérios de desempate: 1) pontos; 2) diferença de pontos; 3) pontos marcados; 4) ranking da FIBA.

## Fase final
Na fase final, um sorteio após a fase de grupos decidiu os confrontos das quartas de final. As equipes qualificadas foram divididas em dois potes:
- O Pote D incluiu as três primeiras colocadas da fase de grupos, junto com a melhor segunda colocada.
- O Pote E compreendeu os dois segundos colocados restantes, junto com os dois melhores terceiros colocados.

Regras do sorteio
- Cada par de jogos tinha uma equipe do Pote D e uma equipe do Pote E.
- As equipes do mesmo grupo não podiam ser sorteadas nas quartas de final.
- O segundo colocado do Pote D não pôde ser sorteado contra os terceiros colocados do Pote E.

| Pote D                                     | Pote E                              |
| ------------------------------------------ | ----------------------------------- |
| China · Estados Unidos · Espanha · Bélgica | Japão · Sérvia · Austrália · França |

### Chaveamento
|  | Quartas de final    | Quartas de final    |                     |    | Semifinal           | Semifinal           |  |  | Final | Final |
|  |                     |                     |                     |    |                     |                     |  |  |       |       |
|  | 4 de agosto de 2021 |                     |                     |    |                     |                     |  |  |       |       |
|  |                     |                     |                     |    |                     |                     |  |  |       |       |
|  | Austrália           | 55                  |                     |    |                     |                     |  |  |       |       |
|  | Austrália           | 55                  | 6 de agosto de 2021 |    |                     |                     |  |  |       |       |
|  | Estados Unidos      | 79                  |                     |    |                     |                     |  |  |       |       |
|  | Estados Unidos      | 79                  | Estados Unidos      | 79 |                     |                     |  |  |       |       |
|  | 4 de agosto de 2021 |                     | Estados Unidos      | 79 |                     |                     |  |  |       |       |
|  |                     | Sérvia              | 59                  |    |                     |                     |  |  |       |       |
|  | China               | Sérvia              | 59                  | 70 |                     |                     |  |  |       |       |
|  | China               |                     | 8 de agosto de 2021 | 70 |                     |                     |  |  |       |       |
|  | Sérvia              | 77                  |                     |    |                     |                     |  |  |       |       |
|  | Sérvia              | 77                  | Estados Unidos      | 90 |                     |                     |  |  |       |       |
|  | 4 de agosto de 2021 |                     | Estados Unidos      | 90 |                     |                     |  |  |       |       |
|  |                     | Japão               | 75                  |    |                     |                     |  |  |       |       |
|  | Japão               | Japão               | 75                  | 86 |                     |                     |  |  |       |       |
|  | Japão               | 6 de agosto de 2021 |                     | 86 |                     |                     |  |  |       |       |
|  | Bélgica             | 85                  |                     |    |                     |                     |  |  |       |       |
|  | Bélgica             | 85                  | Japão               | 87 |                     |                     |  |  |       |       |
|  | 4 de agosto de 2021 |                     | Japão               | 87 |                     |                     |  |  |       |       |
|  |                     | França              | 71                  |    | Disputa pelo bronze | Disputa pelo bronze |  |  |       |       |
|  | Espanha             | França              | 71                  | 64 | Disputa pelo bronze | Disputa pelo bronze |  |  |       |       |
|  | Espanha             |                     | 7 de agosto de 2021 | 64 |                     |                     |  |  |       |       |
|  | França              | 67                  |                     |    |                     |                     |  |  |       |       |
|  | França              | 67                  | Sérvia              | 76 |                     |                     |  |  |       |       |
|  |                     |                     |                     |    |                     |                     |  |  |       |       |
|  | França              | 91                  |                     |    |                     |                     |  |  |       |       |
|  | França              | 91                  |                     |    |                     |                     |  |  |       |       |

### Quartas de final
| 4 de agosto de 2021 10:00 | Relatório | China                                         | 70–77 | Sérvia                                        |  | Saitama Super Arena, Saitama Árbitros: ESP Luis Castillo CAN Maripier Malo LBN Rabah Noujaim |  |
| 4 de agosto de 2021 10:00 | Relatório | Placar por quarto: 14–16, 19–19, 25–14, 12–28 |       |                                               |  | Saitama Super Arena, Saitama Árbitros: ESP Luis Castillo CAN Maripier Malo LBN Rabah Noujaim |  |
| 4 de agosto de 2021 10:00 | Relatório | Pts: Shao 17 Rbts: Han 7 Asts: Li Yua. 6      |       | Pts: Brooks 18 Rbts: Vasić 10 Asts: Dabović 6 |  | Saitama Super Arena, Saitama Árbitros: ESP Luis Castillo CAN Maripier Malo LBN Rabah Noujaim |  |

| 4 de agosto de 2021 13:40 | Relatório | Austrália                                               | 55–79 | Estados Unidos                              |  | Saitama Super Arena, Saitama Árbitros: PHI Ferdinand Pascual JPN Takaki Kato KAZ Yevgeniy Mikheyev |  |
| 4 de agosto de 2021 13:40 | Relatório | Placar por quarto: 12–26, 15–22, 12–20, 16–11           |       |                                             |  | Saitama Super Arena, Saitama Árbitros: PHI Ferdinand Pascual JPN Takaki Kato KAZ Yevgeniy Mikheyev |  |
| 4 de agosto de 2021 13:40 | Relatório | Pts: Mitchell 14 Rbts: Allen, George 7 Asts: Mitchell 6 |       | Pts: Stewart 23 Rbts: Griner 8 Asts: Gray 8 |  | Saitama Super Arena, Saitama Árbitros: PHI Ferdinand Pascual JPN Takaki Kato KAZ Yevgeniy Mikheyev |  |

| 4 de agosto de 2021 17:20 | Relatório | Japão                                           | 86–85 | Bélgica                                               |  | Saitama Super Arena, Saitama Árbitros: TPE Yu Jung USA Amy Bonner AUS James Boyer |  |
| 4 de agosto de 2021 17:20 | Relatório | Placar por quarto: 19–16, 22–26, 20–26, 25–17   |       |                                                       |  | Saitama Super Arena, Saitama Árbitros: TPE Yu Jung USA Amy Bonner AUS James Boyer |  |
| 4 de agosto de 2021 17:20 | Relatório | Pts: Miyazawa 21 Rbts: Akaho 7 Asts: Machida 14 |       | Pts: Meesseman 25 Rbts: Meesseman 11 Asts: Allemand 8 |  | Saitama Super Arena, Saitama Árbitros: TPE Yu Jung USA Amy Bonner AUS James Boyer |  |

| 4 de agosto de 2021 21:00 | Relatório | Espanha                                       | 64–67 | França                                                 |  | Saitama Super Arena, Saitama Árbitros: ITA Manuel Mazzoni BRA Andreia Silva AUS Scott Beker |  |
| 4 de agosto de 2021 21:00 | Relatório | Placar por quarto: 16–21, 14–15, 18–19, 16–12 |       |                                                        |  | Saitama Super Arena, Saitama Árbitros: ITA Manuel Mazzoni BRA Andreia Silva AUS Scott Beker |  |
| 4 de agosto de 2021 21:00 | Relatório | Pts: Ndour 16 Rbts: Ndour 11 Asts: Gil 4      |       | Pts: Johannès 18 Rbts: três jogadoras 5 Asts: Duchet 5 |  | Saitama Super Arena, Saitama Árbitros: ITA Manuel Mazzoni BRA Andreia Silva AUS Scott Beker |  |

### Semifinal
| 6 de agosto de 2021 13:40 | Relatório | Estados Unidos                                       | 79–59 | Sérvia                                          |  | Saitama Super Arena, Saitama Árbitros: ESP Antonio Conde TPE Yu Jung BRA Andreia Silva |  |
| 6 de agosto de 2021 13:40 | Relatório | Placar por quarto: 25–12, 16–11, 17–16, 21–20        |       |                                                 |  | Saitama Super Arena, Saitama Árbitros: ESP Antonio Conde TPE Yu Jung BRA Andreia Silva |  |
| 6 de agosto de 2021 13:40 | Relatório | Pts: Griner 15 Rbts: Griner 12 Asts: Bird, Taurasi 4 |       | Pts: Anderson 15 Rbts: Dugalić 10 Asts: Vasić 3 |  | Saitama Super Arena, Saitama Árbitros: ESP Antonio Conde TPE Yu Jung BRA Andreia Silva |  |

| 6 de agosto de 2021 20:00 | Relatório | Japão                                                  | 87–71 | França                                          |  | Saitama Super Arena, Saitama Árbitros: CAN Maripier Malo ESP Luis Castillo KAZ Yevgeniy Mikheyev |  |
| 6 de agosto de 2021 20:00 | Relatório | Placar por quarto: 14–22, 27–12, 27–16, 19–21          |       |                                                 |  | Saitama Super Arena, Saitama Árbitros: CAN Maripier Malo ESP Luis Castillo KAZ Yevgeniy Mikheyev |  |
| 6 de agosto de 2021 20:00 | Relatório | Pts: Akaho 17 Rbts: Akaho, Miyazawa 7 Asts: Machida 18 |       | Pts: Gruda 18 Rbts: Williams 8 Asts: Williams 7 |  | Saitama Super Arena, Saitama Árbitros: CAN Maripier Malo ESP Luis Castillo KAZ Yevgeniy Mikheyev |  |

### Disputa pelo bronze
| 7 de agosto de 2021 16:00 | Relatório | Sérvia                                                  | 76–91 | França                                                   |  | Saitama Super Arena, Saitama Árbitros: ARG Juan Fernández USA Amy Bonner JPN Takaki Kato |  |
| 7 de agosto de 2021 16:00 | Relatório | Placar por quarto: 23–19, 17–24, 16–24, 20–24           |       |                                                          |  | Saitama Super Arena, Saitama Árbitros: ARG Juan Fernández USA Amy Bonner JPN Takaki Kato |  |
| 7 de agosto de 2021 16:00 | Relatório | Pts: Anderson 24 Rbts: Vasić 8 Asts: Anderson, Brooks 5 |       | Pts: Williams 17 Rbts: Williams 8 Asts: três jogadoras 4 |  | Saitama Super Arena, Saitama Árbitros: ARG Juan Fernández USA Amy Bonner JPN Takaki Kato |  |

### Final
| 8 de agosto de 2021 11:30 | Boxscore | Estados Unidos                                  | 90–75 | Japão                                        |  | Saitama Super Arena, Saitama Árbitros: ITA Manuel Mazzoni BRA Andreia Silva CAN Maripier Malo |  |
| 8 de agosto de 2021 11:30 | Boxscore | Placar por quarto: 23–14, 27–25, 25–17, 15–19   |       |                                              |  | Saitama Super Arena, Saitama Árbitros: ITA Manuel Mazzoni BRA Andreia Silva CAN Maripier Malo |  |
| 8 de agosto de 2021 11:30 | Boxscore | Pts: Griner 30 Rbts: Stewart 14 Asts: Taurasi 8 |       | Pts: Takada 17 Rbts: Okoye 8 Asts: Machida 6 |  | Saitama Super Arena, Saitama Árbitros: ITA Manuel Mazzoni BRA Andreia Silva CAN Maripier Malo |  |

## Classificação final
| Pos.              | Seleção        |
| ----------------- | -------------- |
| Medalha de ouro   | Estados Unidos |
| Medalha de prata  | Japão          |
| Medalha de bronze | França         |
| 4                 | Sérvia         |
| 5                 | China          |
| 6                 | Espanha        |
| 7                 | Bélgica        |
| 8                 | Austrália      |
| 9                 | Canadá         |
| 10                | Coreia do Sul  |
| 11                | Nigéria        |
| 12                | Porto Rico     |